# تیم ملی هندبال ارمنستان
تیم ملی هندبال امنستان (انگلیسی: Armenia national handball team) یک تیم هندبال است که تحت نظارت فدراسیون هندبال ارمنستان می‌باشد و نماینده جمهوری ارمنستان در مسابقات بین‌المللی است.

## آمار مسابقات قهرمانی کشورهای نو حضورIHF
- ۲۰۱۵ – مکان ۱۶ام
- ۲۰۱۷ – مکان ۱۶ام